# Fletxa Valona 2024
La Fletxa Valona 2024 (oficialment La Flèche Wallonne 2024) fou la 88a edició de la cursa ciclista La Fletxa Valona. Es disputà el 17 d'abril de 2024 i tingué un recorregut de 199 quilòmetres. La cursa fou la segona de les Clàssiques de les Ardenes i el 18è esdeveniment de l'UCI World Tour 2024.
El gal·lès Stephen Williams (Israel-Premier Tech) s'imposà davant del francès Kévin Vauquelin (Arkéa-B&B Hotels) durant l'esprint final. El belga Maxim Van Gils (Lotto Dstny) creuà la meta tres segons més tard i ocupà el tercer esglaó del podi. Amb aquesta victòria, Williams es convertí en el primer britànic en guanyar la Fletxa Valona.
Aquesta edició fou inusual, doncs, a causa del fred, el vent i la pluja, molts corredors tingueren que abandonar la cursa per signes d'hipotèrmia i només 44 ciclistes, dels 174 inicials, creuaren la línia d'arribada.

## Equips
Un total de 25 equips participaren a la cursa, dels quals 18 foren els equips del WorldTour i els altres 7 foren equips de l'UCI ProTeam.
| WorldTeams (18)- Arkéa-B&B Hotels - Alpecin-Deceuninck - Astana Qazaqstan Team - Bahrain Victorious - Bora-Hansgrohe - Cofidis - Decathlon-AG2R La Mondiale - EF Education-EasyPost - Groupama-FDJ - Ineos Grenadiers - Intermarché-Wanty - Lidl-Trek - Movistar Team - Soudal Quick-Step - Team dsm-firmenich PostNL - Team Jayco AlUla - Team Visma \| Lease a Bike - UAE Team Emirates ProTeams (7)- Bingoal WB - Euskaltel-Euskadi - Israel-Premier Tech - Lotto Dstny - Q36.5 Pro Cycling Team - TotalEnergies - Uno-X Mobility |
| |

## Classificació final
| \| Classificació general \| Classificació general \| Classificació general \| Classificació general \| Classificació general \| \| Corredor \| Corredor \| Equip \| Temps \| \| \| --------------------- \| -------------------------- \| -------------------------- \| --------------------- \| --------------------- \| \| 1r \| Stephen Williams \| Israel-Premier Tech \| 4h 40' 24" \| \| \| 2n \| Kévin Vauquelin \| Arkéa-B&B Hotels \| + 0" \| \| \| 3r \| Maxim Van Gils \| Lotto Dstny \| + 3" \| \| \| 4t \| Benoît Cosnefroy \| Decathlon-AG2R La Mondiale \| + 3" \| \| \| 5è \| Santiago Buitrago Sánchez \| Bahrain Victorious \| + 3" \| \| \| 6è \| Tobias Halland Johannessen \| Uno-X Mobility \| + 10" \| \| \| 7è \| Romain Grégoire \| Groupama-FDJ \| + 10" \| \| \| 8è \| Dorian Godon \| Decathlon-AG2R La Mondiale \| + 10" \| \| \| 9è \| Tiesj Benoot \| Team Visma \\| Lease a Bike \| + 10" \| \| \| 10è \| Guillaume Martin \| Cofidis \| + 10" \| \| |                            |                            |            |
| |                            |                            |            |
| Font: ProCyclingStats |                            |                            |            |
| Classificació general |                            |                            |            |
| Corredor | Corredor                   | Equip                      | Temps      |
| 1r | Stephen Williams           | Israel-Premier Tech        | 4h 40' 24" |
| 2n | Kévin Vauquelin            | Arkéa-B&B Hotels           | + 0"       |
| 3r | Maxim Van Gils             | Lotto Dstny                | + 3"       |
| 4t | Benoît Cosnefroy           | Decathlon-AG2R La Mondiale | + 3"       |
| 5è | Santiago Buitrago Sánchez  | Bahrain Victorious         | + 3"       |
| 6è | Tobias Halland Johannessen | Uno-X Mobility             | + 10"      |
| 7è | Romain Grégoire            | Groupama-FDJ               | + 10"      |
| 8è | Dorian Godon               | Decathlon-AG2R La Mondiale | + 10"      |
| 9è | Tiesj Benoot               | Team Visma \| Lease a Bike | + 10"      |
| 10è | Guillaume Martin           | Cofidis                    | + 10"      |

## Participants
| UAE Team Emirates UAD | UAE Team Emirates UAD     | UAE Team Emirates UAD |
| --------------------- | ------------------------- | --------------------- |
| Núm                   | Ciclista                  | Pos                   |
| 1                     | Marc Hirschi (SUI) (ruta) | DNF                   |
| 2                     | Juan Ayuso Pesquera (ESP) | DNF                   |
| 3                     | Finn Fisher-Black (NZL)   | DNF                   |
| 4                     | João Almeida (POR)        | DNF                   |
| 5                     | Brandon McNulty (USA)     | DNF                   |
| 6                     | Domen Novak (SLO)         | DNF                   |
| 7                     | Diego Ulissi (ITA)        | DNF                   |

| Lidl-Trek LTK | Lidl-Trek LTK                  | Lidl-Trek LTK |
| ------------- | ------------------------------ | ------------- |
| Núm           | Ciclista                       | Pos           |
| 11            | Mattias Skjelmose (DEN) (ruta) | DNF           |
| 12            | Andrea Bagioli (ITA)           | DNF           |
| 13            | Julien Bernard (FRA)           | DNF           |
| 14            | Patrick Konrad (AUT)           | DNF           |
| 15            | Bauke Mollema (NED)            | 35è           |
| 16            | Sam Oomen (NED)                | DNF           |
| 17            | Toms Skujiņš (LAT)             | 12è           |

| Soudal Quick-Step SOQ | Soudal Quick-Step SOQ   | Soudal Quick-Step SOQ |
| --------------------- | ----------------------- | --------------------- |
| Núm                   | Ciclista                | Pos                   |
| 21                    | Mauri Vansevenant (BEL) | DNF                   |
| 22                    | Antoine Huby (FRA)      | DNF                   |
| 23                    | James Knox (GBR)        | DNF                   |
| 24                    | Pepijn Reinderink (NED) | DNF                   |
| 25                    | Pieter Serry (BEL)      | DNF                   |
| 26                    | Ilan Van Wilder (BEL)   | 16è                   |
| 27                    | Louis Vervaeke (BEL)    | DNF                   |

| Israel-Premier Tech IPT | Israel-Premier Tech IPT | Israel-Premier Tech IPT |
| ----------------------- | ----------------------- | ----------------------- |
| Núm                     | Ciclista                | Pos                     |
| 31                      | Dylan Teuns (BEL)       | DNF                     |
| 32                      | George Bennett (NZL)    | DNF                     |
| 33                      | Simon Clarke (AUS)      | DNF                     |
| 34                      | Jakob Fuglsang (DEN)    | DNF                     |
| 35                      | Nick Schultz (AUS)      | DNF                     |
| 36                      | Jake Stewart (GBR)      | DNF                     |
| 37                      | Stephen Williams (GBR)  | 1r                      |

| Cofidis COF | Cofidis COF                   | Cofidis COF |
| ----------- | ----------------------------- | ----------- |
| Núm         | Ciclista                      | Pos         |
| 41          | Ion Izagirre Insausti (ESP)   | DNF         |
| 42          | Rubén Fernández Andújar (ESP) | DNF         |
| 43          | Ben Hermans (BEL)             | DNF         |
| 44          | Jesús Herrada López (ESP)     | DNF         |
| 45          | Gorka Izagirre Insausti (ESP) | DNF         |
| 46          | Guillaume Martin (FRA)        | 10è         |
| 47          | Anthony Perez (FRA)           | DNF         |

| Team Visma \| Lease a Bike TVL | Team Visma \| Lease a Bike TVL | Team Visma \| Lease a Bike TVL |
| ------------------------------ | ------------------------------ | ------------------------------ |
| Núm                            | Ciclista                       | Pos                            |
| 51                             | Tiesj Benoot (BEL)             | 9è                             |
| 52                             | Johannes Staune-Mittet (NOR)   | 27è                            |
| 53                             | Milan Vader (NED)              | DNF                            |
| 54                             | Loe van Belle (NED)            | DNF                            |
| 55                             | Tosh Van der Sande (BEL)       | DNF                            |
| 56                             | Tim Van Dijke (NED)            | 20è                            |
| 57                             | Julien Vermote (BEL)           | DNF                            |

| Lotto Dstny LTD | Lotto Dstny LTD             | Lotto Dstny LTD |
| --------------- | --------------------------- | --------------- |
| Núm             | Ciclista                    | Pos             |
| 61              | Maxim Van Gils (BEL)        | 3r              |
| 62              | Jenno Berckmoes (BEL)       | DNF             |
| 63              | Logan Currie (NZL)          | DNF             |
| 64              | Jarrad Drizners (AUS)       | DNF             |
| 65              | Andreas Kron (DEN)          | 41è             |
| 66              | Sylvain Moniquet (BEL)      | DNF             |
| 67              | Jonas Gregaard Wilsly (DEN) | DNF             |

| Team dsm-firmenich PostNL DFP | Team dsm-firmenich PostNL DFP | Team dsm-firmenich PostNL DFP |
| ----------------------------- | ----------------------------- | ----------------------------- |
| Núm                           | Ciclista                      | Pos                           |
| 71                            | Kevin Vermaerke (USA)         | DNF                           |
| 72                            | Matthew Dinham (AUS)          | DNF                           |
| 73                            | Patrick Eddy (AUS)            | DNF                           |
| 74                            | Enzo Leijnse (NED)            | 21è                           |
| 75                            | Tim Naberman (NED)            | DNF                           |
| 76                            | Martijn Tusveld (NED)         | DNF                           |
| 77                            | Frank van den Broek (NED)     | DNF                           |

| Arkéa-B&B Hotels ARK | Arkéa-B&B Hotels ARK      | Arkéa-B&B Hotels ARK |
| -------------------- | ------------------------- | -------------------- |
| Núm                  | Ciclista                  | Pos                  |
| 81                   | Kévin Vauquelin (FRA)     | 2n                   |
| 82                   | Louis Barré (FRA)         | DNF                  |
| 83                   | Clément Champoussin (FRA) | 11è                  |
| 84                   | Ewen Costiou (FRA)        | DNF                  |
| 85                   | Anthony Delaplace (FRA)   | DNF                  |
| 86                   | Simon Guglielmi (FRA)     | DNF                  |
| 87                   | Laurens Huys (BEL)        | DNF                  |

| Movistar Team MOV | Movistar Team MOV               | Movistar Team MOV |
| ----------------- | ------------------------------- | ----------------- |
| Núm               | Ciclista                        | Pos               |
| 91                | Oier Lazkano López (ESP) (ruta) | DNF               |
| 92                | Alexander Aranburu Deba (ESP)   | DNF               |
| 93                | Jorge Arcas (ESP)               | DNF               |
| 94                | Carlos Canal Blanco (ESP)       | 38è               |
| 95                | Davide Formolo (ITA)            | 24è               |
| 96                | Iván García Cortina (ESP)       | DNF               |
| 97                | Iván Romeo Abad (ESP)           | DNF               |

| Bahrain Victorious TBV | Bahrain Victorious TBV              | Bahrain Victorious TBV |
| ---------------------- | ----------------------------------- | ---------------------- |
| Núm                    | Ciclista                            | Pos                    |
| 101                    | Peio Bilbao López de Armentia (ESP) | DNF                    |
| 102                    | Yukiya Arashiro (JPN)               | DNF                    |
| 103                    | Santiago Buitrago Sánchez (COL)     | 5è                     |
| 104                    | Nicolò Buratti (ITA)                | DNF                    |
| 105                    | Fran Miholjević (CRO)               | DNF                    |
| 106                    | Łukasz Wiśniowski (POL)             | DNF                    |
| 107                    | Edoardo Zambanini (ITA)             | DNF                    |

| Uno-X Mobility UXM | Uno-X Mobility UXM               | Uno-X Mobility UXM |
| ------------------ | -------------------------------- | ------------------ |
| Núm                | Ciclista                         | Pos                |
| 111                | Tobias Halland Johannessen (NOR) | 6è                 |
| 112                | Martin Bugge Urianstad (NOR)     | 43è                |
| 113                | Odd Christian Eiking (NOR)       | 17è                |
| 114                | Markus Hoelgaard (NOR)           | 30è                |
| 115                | Ådne Holter (NOR)                | 31è                |
| 116                | Anders Skaarseth (NOR)           | 23è                |
| 117                | Andreas Leknessund (NOR)         | 36è                |

| Ineos Grenadiers IGD | Ineos Grenadiers IGD        | Ineos Grenadiers IGD |
| -------------------- | --------------------------- | -------------------- |
| Núm                  | Ciclista                    | Pos                  |
| 121                  | Thomas Pidcock (GBR)        | DNF                  |
| 122                  | Laurens De Plus (BEL)       | DNF                  |
| 123                  | Omar Fraile Matarranz (ESP) | DNF                  |
| 124                  | Ethan Hayter (GBR)          | DNF                  |
| 125                  | Michał Kwiatkowski (POL)    | DNF                  |
| 126                  | Brandon Rivera (COL)        | DNF                  |
| 127                  | Cameron Wurf (AUS)          | DNF                  |

| Alpecin-Deceuninck ADC | Alpecin-Deceuninck ADC     | Alpecin-Deceuninck ADC |
| ---------------------- | -------------------------- | ---------------------- |
| Núm                    | Ciclista                   | Pos                    |
| 131                    | Axel Laurance (FRA)        | 18è                    |
| 132                    | Quinten Hermans (BEL)      | 19è                    |
| 133                    | Juri Hollmann (GER)        | DNF                    |
| 134                    | Søren Kragh Andersen (DEN) | 37è                    |
| 135                    | Xandro Meurisse (BEL)      | DNF                    |
| 136                    | Luca Vergallito (ITA)      | 44è                    |
| 137                    | Stan Van Tricht (BEL)      | DNF                    |

| EF Education-EasyPost EFE | EF Education-EasyPost EFE        | EF Education-EasyPost EFE |
| ------------------------- | -------------------------------- | ------------------------- |
| Núm                       | Ciclista                         | Pos                       |
| 141                       | Richard Carapaz Montenegro (ECU) | 13è                       |
| 142                       | Owain Doull (GBR)                | DNF                       |
| 143                       | Ben Healy (IRL) (ruta)           | 34è                       |
| 144                       | Mikkel Frølich Honoré (DEN)      | DNF                       |
| 145                       | Archie Ryan (IRL)                | DNF                       |
| 146                       | James Shaw (GBR)                 | DNF                       |
| 147                       | Harry Sweeny (AUS)               | DNF                       |

| Team Jayco AlUla JAY | Team Jayco AlUla JAY   | Team Jayco AlUla JAY |
| -------------------- | ---------------------- | -------------------- |
| Núm                  | Ciclista               | Pos                  |
| 151                  | Michael Matthews (AUS) | DNF                  |
| 152                  | Lawson Craddock (USA)  | DNF                  |
| 153                  | Davide De Pretto (ITA) | DNF                  |
| 154                  | Luke Durbridge (AUS)   | DNF                  |
| 155                  | Anders Foldager (DEN)  | DNF                  |
| 156                  | Jan Maas (NED)         | DNF                  |
| 157                  | Mauro Schmid (SUI)     | DNF                  |

| Groupama-FDJ GFC | Groupama-FDJ GFC              | Groupama-FDJ GFC |
| ---------------- | ----------------------------- | ---------------- |
| Núm              | Ciclista                      | Pos              |
| 161              | David Gaudu (FRA)             | DNF              |
| 162              | Lorenzo Germani (ITA)         | 40è              |
| 163              | Romain Grégoire (FRA)         | 7è               |
| 164              | Valentin Madouas (FRA) (ruta) | 15è              |
| 165              | Quentin Pacher (FRA)          | DNF              |
| 166              | Rémy Rochas (FRA)             | DNF              |
| 167              | Clément Russo (FRA)           | DNF              |

| Intermarché-Wanty IWA | Intermarché-Wanty IWA     | Intermarché-Wanty IWA |
| --------------------- | ------------------------- | --------------------- |
| Núm                   | Ciclista                  | Pos                   |
| 171                   | Francesco Busatto (ITA)   | DNF                   |
| 172                   | Baptiste Planckaert (BEL) | DNF                   |
| 173                   | Lilian Calmejane (FRA)    | DNF                   |
| 174                   | Kevin Colleoni (ITA)      | DNF                   |
| 175                   | Tom Paquot (BEL)          | DNF                   |
| 176                   | Lorenzo Rota (ITA)        | DNF                   |
| 177                   | Rein Taaramäe (EST)       | DNF                   |

| TotalEnergies TEN | TotalEnergies TEN        | TotalEnergies TEN |
| ----------------- | ------------------------ | ----------------- |
| Núm               | Ciclista                 | Pos               |
| 181               | Mathieu Burgaudeau (FRA) | DNF               |
| 182               | Fabien Doubey (FRA)      | 25è               |
| 183               | Fabien Grellier (FRA)    | DNF               |
| 184               | Alan Jousseaume (FRA)    | DNF               |
| 185               | Jordan Jegat (FRA)       | 14è               |
| 186               | Alexis Vuillermoz (FRA)  | DNF               |
| 187               | Mattéo Vercher (FRA)     | DNF               |

| Decathlon-AG2R La Mondiale DAT | Decathlon-AG2R La Mondiale DAT | Decathlon-AG2R La Mondiale DAT |
| ------------------------------ | ------------------------------ | ------------------------------ |
| Núm                            | Ciclista                       | Pos                            |
| 191                            | Benoît Cosnefroy (FRA)         | 4t                             |
| 192                            | Bruno Armirail (FRA)           | 22è                            |
| 193                            | Dorian Godon (FRA)             | 8è                             |
| 194                            | Jordan Labrosse (FRA)          | DNF                            |
| 195                            | Paul Lapeira (FRA)             | DNF                            |
| 196                            | Nicolas Prodhomme (FRA)        | 32è                            |
| 197                            | Alan Retailleau (FRA)          | DNF                            |

| Astana Qazaqstan Team AST | Astana Qazaqstan Team AST   | Astana Qazaqstan Team AST |
| ------------------------- | --------------------------- | ------------------------- |
| Núm                       | Ciclista                    | Pos                       |
| 201                       | Simone Velasco (ITA) (ruta) | DNF                       |
| 202                       | Samuele Battistella (ITA)   | DNF                       |
| 203                       | Anthon Charmig (DEN)        | 42è                       |
| 204                       | Igor Chzhan (KAZ)           | DNF                       |
| 205                       | Yevgeniy Fedorov (KAZ)      | DNF                       |
| 206                       | Cristian Scaroni (ITA)      | DNF                       |
| 207                       | Santiago Umba (COL)         | DNF                       |

| Bora-Hansgrohe BOH | Bora-Hansgrohe BOH         | Bora-Hansgrohe BOH |
| ------------------ | -------------------------- | ------------------ |
| Núm                | Ciclista                   | Pos                |
| 211                | Aleksandr Vlàssov          | DNF                |
| 212                | Roger Adrià Oliveras (ESP) | 26è                |
| 213                | Giovanni Aleotti (ITA)     | DNF                |
| 214                | Alexander Hajek (AUT)      | DNF                |
| 215                | Bob Jungels (LUX)          | DNF                |
| 216                | Matteo Sobrero (ITA)       | DNF                |
| 217                | Frederik Wandahl (DEN)     | DNF                |

| Q36.5 Pro Cycling Team Q36 | Q36.5 Pro Cycling Team Q36 | Q36.5 Pro Cycling Team Q36 |
| -------------------------- | -------------------------- | -------------------------- |
| Núm                        | Ciclista                   | Pos                        |
| 221                        | Gianluca Brambilla (ITA)   | DNF                        |
| 222                        | Walter Calzoni (ITA)       | DNF                        |
| 223                        | Mark Donovan (GBR)         | DNF                        |
| 224                        | Alessandro Fancellu (ITA)  | DNF                        |
| 225                        | Damien Howson (AUS)        | 29è                        |
| 226                        | Joey Rosskopf (USA)        | DNF                        |
| 227                        | James Whelan (AUS)         | DNF                        |

| Bingoal WB BWB | Bingoal WB BWB            | Bingoal WB BWB |
| -------------- | ------------------------- | -------------- |
| Núm            | Ciclista                  | Pos            |
| 231            | Floris De Tier (BEL)      | DNF            |
| 232            | Louka Matthys (BEL)       | DNF            |
| 233            | Johan Meens (BEL)         | 39è            |
| 234            | Luca Van Boven (BEL)      | 28è            |
| 235            | Aaron Van der Beken (BEL) | DNF            |
| 236            | Giacomo Villa (ITA)       | DNF            |
| 237            | Loïc Vliegen (BEL)        | DNF            |

| Euskaltel-Euskadi EUS | Euskaltel-Euskadi EUS             | Euskaltel-Euskadi EUS |
| --------------------- | --------------------------------- | --------------------- |
| Núm                   | Ciclista                          | Pos                   |
| 241                   | Gotzon Martín (ESP)               | DNF                   |
| 242                   | Xabier Berasategi (ESP)           | DNF                   |
| 243                   | Xabier Isasa (ESP)                | DNF                   |
| 244                   | Víctor de la Parte González (ESP) | DNF                   |
| 245                   | James Fouche (NZL)                | 33è                   |
| 246                   | Txomin Juaristi (ESP)             | DNF                   |
| 247                   | Iker Mintegi (ESP)                | DNF                   |

| UAE Team Emirates UAD | UAE Team Emirates UAD     | UAE Team Emirates UAD |
| --------------------- | ------------------------- | --------------------- |
| Núm                   | Ciclista                  | Pos                   |
| 1                     | Marc Hirschi (SUI) (ruta) | DNF                   |
| 2                     | Juan Ayuso Pesquera (ESP) | DNF                   |
| 3                     | Finn Fisher-Black (NZL)   | DNF                   |
| 4                     | João Almeida (POR)        | DNF                   |
| 5                     | Brandon McNulty (USA)     | DNF                   |
| 6                     | Domen Novak (SLO)         | DNF                   |
| 7                     | Diego Ulissi (ITA)        | DNF                   |

| Lidl-Trek LTK | Lidl-Trek LTK                  | Lidl-Trek LTK |
| ------------- | ------------------------------ | ------------- |
| Núm           | Ciclista                       | Pos           |
| 11            | Mattias Skjelmose (DEN) (ruta) | DNF           |
| 12            | Andrea Bagioli (ITA)           | DNF           |
| 13            | Julien Bernard (FRA)           | DNF           |
| 14            | Patrick Konrad (AUT)           | DNF           |
| 15            | Bauke Mollema (NED)            | 35è           |
| 16            | Sam Oomen (NED)                | DNF           |
| 17            | Toms Skujiņš (LAT)             | 12è           |

| Soudal Quick-Step SOQ | Soudal Quick-Step SOQ   | Soudal Quick-Step SOQ |
| --------------------- | ----------------------- | --------------------- |
| Núm                   | Ciclista                | Pos                   |
| 21                    | Mauri Vansevenant (BEL) | DNF                   |
| 22                    | Antoine Huby (FRA)      | DNF                   |
| 23                    | James Knox (GBR)        | DNF                   |
| 24                    | Pepijn Reinderink (NED) | DNF                   |
| 25                    | Pieter Serry (BEL)      | DNF                   |
| 26                    | Ilan Van Wilder (BEL)   | 16è                   |
| 27                    | Louis Vervaeke (BEL)    | DNF                   |

| Israel-Premier Tech IPT | Israel-Premier Tech IPT | Israel-Premier Tech IPT |
| ----------------------- | ----------------------- | ----------------------- |
| Núm                     | Ciclista                | Pos                     |
| 31                      | Dylan Teuns (BEL)       | DNF                     |
| 32                      | George Bennett (NZL)    | DNF                     |
| 33                      | Simon Clarke (AUS)      | DNF                     |
| 34                      | Jakob Fuglsang (DEN)    | DNF                     |
| 35                      | Nick Schultz (AUS)      | DNF                     |
| 36                      | Jake Stewart (GBR)      | DNF                     |
| 37                      | Stephen Williams (GBR)  | 1r                      |

| Cofidis COF | Cofidis COF                   | Cofidis COF |
| ----------- | ----------------------------- | ----------- |
| Núm         | Ciclista                      | Pos         |
| 41          | Ion Izagirre Insausti (ESP)   | DNF         |
| 42          | Rubén Fernández Andújar (ESP) | DNF         |
| 43          | Ben Hermans (BEL)             | DNF         |
| 44          | Jesús Herrada López (ESP)     | DNF         |
| 45          | Gorka Izagirre Insausti (ESP) | DNF         |
| 46          | Guillaume Martin (FRA)        | 10è         |
| 47          | Anthony Perez (FRA)           | DNF         |

| Team Visma \| Lease a Bike TVL | Team Visma \| Lease a Bike TVL | Team Visma \| Lease a Bike TVL |
| ------------------------------ | ------------------------------ | ------------------------------ |
| Núm                            | Ciclista                       | Pos                            |
| 51                             | Tiesj Benoot (BEL)             | 9è                             |
| 52                             | Johannes Staune-Mittet (NOR)   | 27è                            |
| 53                             | Milan Vader (NED)              | DNF                            |
| 54                             | Loe van Belle (NED)            | DNF                            |
| 55                             | Tosh Van der Sande (BEL)       | DNF                            |
| 56                             | Tim Van Dijke (NED)            | 20è                            |
| 57                             | Julien Vermote (BEL)           | DNF                            |

| Lotto Dstny LTD | Lotto Dstny LTD             | Lotto Dstny LTD |
| --------------- | --------------------------- | --------------- |
| Núm             | Ciclista                    | Pos             |
| 61              | Maxim Van Gils (BEL)        | 3r              |
| 62              | Jenno Berckmoes (BEL)       | DNF             |
| 63              | Logan Currie (NZL)          | DNF             |
| 64              | Jarrad Drizners (AUS)       | DNF             |
| 65              | Andreas Kron (DEN)          | 41è             |
| 66              | Sylvain Moniquet (BEL)      | DNF             |
| 67              | Jonas Gregaard Wilsly (DEN) | DNF             |

| Team dsm-firmenich PostNL DFP | Team dsm-firmenich PostNL DFP | Team dsm-firmenich PostNL DFP |
| ----------------------------- | ----------------------------- | ----------------------------- |
| Núm                           | Ciclista                      | Pos                           |
| 71                            | Kevin Vermaerke (USA)         | DNF                           |
| 72                            | Matthew Dinham (AUS)          | DNF                           |
| 73                            | Patrick Eddy (AUS)            | DNF                           |
| 74                            | Enzo Leijnse (NED)            | 21è                           |
| 75                            | Tim Naberman (NED)            | DNF                           |
| 76                            | Martijn Tusveld (NED)         | DNF                           |
| 77                            | Frank van den Broek (NED)     | DNF                           |

| Arkéa-B&B Hotels ARK | Arkéa-B&B Hotels ARK      | Arkéa-B&B Hotels ARK |
| -------------------- | ------------------------- | -------------------- |
| Núm                  | Ciclista                  | Pos                  |
| 81                   | Kévin Vauquelin (FRA)     | 2n                   |
| 82                   | Louis Barré (FRA)         | DNF                  |
| 83                   | Clément Champoussin (FRA) | 11è                  |
| 84                   | Ewen Costiou (FRA)        | DNF                  |
| 85                   | Anthony Delaplace (FRA)   | DNF                  |
| 86                   | Simon Guglielmi (FRA)     | DNF                  |
| 87                   | Laurens Huys (BEL)        | DNF                  |

| Movistar Team MOV | Movistar Team MOV               | Movistar Team MOV |
| ----------------- | ------------------------------- | ----------------- |
| Núm               | Ciclista                        | Pos               |
| 91                | Oier Lazkano López (ESP) (ruta) | DNF               |
| 92                | Alexander Aranburu Deba (ESP)   | DNF               |
| 93                | Jorge Arcas (ESP)               | DNF               |
| 94                | Carlos Canal Blanco (ESP)       | 38è               |
| 95                | Davide Formolo (ITA)            | 24è               |
| 96                | Iván García Cortina (ESP)       | DNF               |
| 97                | Iván Romeo Abad (ESP)           | DNF               |

| Bahrain Victorious TBV | Bahrain Victorious TBV              | Bahrain Victorious TBV |
| ---------------------- | ----------------------------------- | ---------------------- |
| Núm                    | Ciclista                            | Pos                    |
| 101                    | Peio Bilbao López de Armentia (ESP) | DNF                    |
| 102                    | Yukiya Arashiro (JPN)               | DNF                    |
| 103                    | Santiago Buitrago Sánchez (COL)     | 5è                     |
| 104                    | Nicolò Buratti (ITA)                | DNF                    |
| 105                    | Fran Miholjević (CRO)               | DNF                    |
| 106                    | Łukasz Wiśniowski (POL)             | DNF                    |
| 107                    | Edoardo Zambanini (ITA)             | DNF                    |

| Uno-X Mobility UXM | Uno-X Mobility UXM               | Uno-X Mobility UXM |
| ------------------ | -------------------------------- | ------------------ |
| Núm                | Ciclista                         | Pos                |
| 111                | Tobias Halland Johannessen (NOR) | 6è                 |
| 112                | Martin Bugge Urianstad (NOR)     | 43è                |
| 113                | Odd Christian Eiking (NOR)       | 17è                |
| 114                | Markus Hoelgaard (NOR)           | 30è                |
| 115                | Ådne Holter (NOR)                | 31è                |
| 116                | Anders Skaarseth (NOR)           | 23è                |
| 117                | Andreas Leknessund (NOR)         | 36è                |

| Ineos Grenadiers IGD | Ineos Grenadiers IGD        | Ineos Grenadiers IGD |
| -------------------- | --------------------------- | -------------------- |
| Núm                  | Ciclista                    | Pos                  |
| 121                  | Thomas Pidcock (GBR)        | DNF                  |
| 122                  | Laurens De Plus (BEL)       | DNF                  |
| 123                  | Omar Fraile Matarranz (ESP) | DNF                  |
| 124                  | Ethan Hayter (GBR)          | DNF                  |
| 125                  | Michał Kwiatkowski (POL)    | DNF                  |
| 126                  | Brandon Rivera (COL)        | DNF                  |
| 127                  | Cameron Wurf (AUS)          | DNF                  |

| Alpecin-Deceuninck ADC | Alpecin-Deceuninck ADC     | Alpecin-Deceuninck ADC |
| ---------------------- | -------------------------- | ---------------------- |
| Núm                    | Ciclista                   | Pos                    |
| 131                    | Axel Laurance (FRA)        | 18è                    |
| 132                    | Quinten Hermans (BEL)      | 19è                    |
| 133                    | Juri Hollmann (GER)        | DNF                    |
| 134                    | Søren Kragh Andersen (DEN) | 37è                    |
| 135                    | Xandro Meurisse (BEL)      | DNF                    |
| 136                    | Luca Vergallito (ITA)      | 44è                    |
| 137                    | Stan Van Tricht (BEL)      | DNF                    |

| EF Education-EasyPost EFE | EF Education-EasyPost EFE        | EF Education-EasyPost EFE |
| ------------------------- | -------------------------------- | ------------------------- |
| Núm                       | Ciclista                         | Pos                       |
| 141                       | Richard Carapaz Montenegro (ECU) | 13è                       |
| 142                       | Owain Doull (GBR)                | DNF                       |
| 143                       | Ben Healy (IRL) (ruta)           | 34è                       |
| 144                       | Mikkel Frølich Honoré (DEN)      | DNF                       |
| 145                       | Archie Ryan (IRL)                | DNF                       |
| 146                       | James Shaw (GBR)                 | DNF                       |
| 147                       | Harry Sweeny (AUS)               | DNF                       |

| Team Jayco AlUla JAY | Team Jayco AlUla JAY   | Team Jayco AlUla JAY |
| -------------------- | ---------------------- | -------------------- |
| Núm                  | Ciclista               | Pos                  |
| 151                  | Michael Matthews (AUS) | DNF                  |
| 152                  | Lawson Craddock (USA)  | DNF                  |
| 153                  | Davide De Pretto (ITA) | DNF                  |
| 154                  | Luke Durbridge (AUS)   | DNF                  |
| 155                  | Anders Foldager (DEN)  | DNF                  |
| 156                  | Jan Maas (NED)         | DNF                  |
| 157                  | Mauro Schmid (SUI)     | DNF                  |

| Groupama-FDJ GFC | Groupama-FDJ GFC              | Groupama-FDJ GFC |
| ---------------- | ----------------------------- | ---------------- |
| Núm              | Ciclista                      | Pos              |
| 161              | David Gaudu (FRA)             | DNF              |
| 162              | Lorenzo Germani (ITA)         | 40è              |
| 163              | Romain Grégoire (FRA)         | 7è               |
| 164              | Valentin Madouas (FRA) (ruta) | 15è              |
| 165              | Quentin Pacher (FRA)          | DNF              |
| 166              | Rémy Rochas (FRA)             | DNF              |
| 167              | Clément Russo (FRA)           | DNF              |

| Intermarché-Wanty IWA | Intermarché-Wanty IWA     | Intermarché-Wanty IWA |
| --------------------- | ------------------------- | --------------------- |
| Núm                   | Ciclista                  | Pos                   |
| 171                   | Francesco Busatto (ITA)   | DNF                   |
| 172                   | Baptiste Planckaert (BEL) | DNF                   |
| 173                   | Lilian Calmejane (FRA)    | DNF                   |
| 174                   | Kevin Colleoni (ITA)      | DNF                   |
| 175                   | Tom Paquot (BEL)          | DNF                   |
| 176                   | Lorenzo Rota (ITA)        | DNF                   |
| 177                   | Rein Taaramäe (EST)       | DNF                   |

| TotalEnergies TEN | TotalEnergies TEN        | TotalEnergies TEN |
| ----------------- | ------------------------ | ----------------- |
| Núm               | Ciclista                 | Pos               |
| 181               | Mathieu Burgaudeau (FRA) | DNF               |
| 182               | Fabien Doubey (FRA)      | 25è               |
| 183               | Fabien Grellier (FRA)    | DNF               |
| 184               | Alan Jousseaume (FRA)    | DNF               |
| 185               | Jordan Jegat (FRA)       | 14è               |
| 186               | Alexis Vuillermoz (FRA)  | DNF               |
| 187               | Mattéo Vercher (FRA)     | DNF               |

| Decathlon-AG2R La Mondiale DAT | Decathlon-AG2R La Mondiale DAT | Decathlon-AG2R La Mondiale DAT |
| ------------------------------ | ------------------------------ | ------------------------------ |
| Núm                            | Ciclista                       | Pos                            |
| 191                            | Benoît Cosnefroy (FRA)         | 4t                             |
| 192                            | Bruno Armirail (FRA)           | 22è                            |
| 193                            | Dorian Godon (FRA)             | 8è                             |
| 194                            | Jordan Labrosse (FRA)          | DNF                            |
| 195                            | Paul Lapeira (FRA)             | DNF                            |
| 196                            | Nicolas Prodhomme (FRA)        | 32è                            |
| 197                            | Alan Retailleau (FRA)          | DNF                            |

| Astana Qazaqstan Team AST | Astana Qazaqstan Team AST   | Astana Qazaqstan Team AST |
| ------------------------- | --------------------------- | ------------------------- |
| Núm                       | Ciclista                    | Pos                       |
| 201                       | Simone Velasco (ITA) (ruta) | DNF                       |
| 202                       | Samuele Battistella (ITA)   | DNF                       |
| 203                       | Anthon Charmig (DEN)        | 42è                       |
| 204                       | Igor Chzhan (KAZ)           | DNF                       |
| 205                       | Yevgeniy Fedorov (KAZ)      | DNF                       |
| 206                       | Cristian Scaroni (ITA)      | DNF                       |
| 207                       | Santiago Umba (COL)         | DNF                       |

| Bora-Hansgrohe BOH | Bora-Hansgrohe BOH         | Bora-Hansgrohe BOH |
| ------------------ | -------------------------- | ------------------ |
| Núm                | Ciclista                   | Pos                |
| 211                | Aleksandr Vlàssov          | DNF                |
| 212                | Roger Adrià Oliveras (ESP) | 26è                |
| 213                | Giovanni Aleotti (ITA)     | DNF                |
| 214                | Alexander Hajek (AUT)      | DNF                |
| 215                | Bob Jungels (LUX)          | DNF                |
| 216                | Matteo Sobrero (ITA)       | DNF                |
| 217                | Frederik Wandahl (DEN)     | DNF                |

| Q36.5 Pro Cycling Team Q36 | Q36.5 Pro Cycling Team Q36 | Q36.5 Pro Cycling Team Q36 |
| -------------------------- | -------------------------- | -------------------------- |
| Núm                        | Ciclista                   | Pos                        |
| 221                        | Gianluca Brambilla (ITA)   | DNF                        |
| 222                        | Walter Calzoni (ITA)       | DNF                        |
| 223                        | Mark Donovan (GBR)         | DNF                        |
| 224                        | Alessandro Fancellu (ITA)  | DNF                        |
| 225                        | Damien Howson (AUS)        | 29è                        |
| 226                        | Joey Rosskopf (USA)        | DNF                        |
| 227                        | James Whelan (AUS)         | DNF                        |

| Bingoal WB BWB | Bingoal WB BWB            | Bingoal WB BWB |
| -------------- | ------------------------- | -------------- |
| Núm            | Ciclista                  | Pos            |
| 231            | Floris De Tier (BEL)      | DNF            |
| 232            | Louka Matthys (BEL)       | DNF            |
| 233            | Johan Meens (BEL)         | 39è            |
| 234            | Luca Van Boven (BEL)      | 28è            |
| 235            | Aaron Van der Beken (BEL) | DNF            |
| 236            | Giacomo Villa (ITA)       | DNF            |
| 237            | Loïc Vliegen (BEL)        | DNF            |

| Euskaltel-Euskadi EUS | Euskaltel-Euskadi EUS             | Euskaltel-Euskadi EUS |
| --------------------- | --------------------------------- | --------------------- |
| Núm                   | Ciclista                          | Pos                   |
| 241                   | Gotzon Martín (ESP)               | DNF                   |
| 242                   | Xabier Berasategi (ESP)           | DNF                   |
| 243                   | Xabier Isasa (ESP)                | DNF                   |
| 244                   | Víctor de la Parte González (ESP) | DNF                   |
| 245                   | James Fouche (NZL)                | 33è                   |
| 246                   | Txomin Juaristi (ESP)             | DNF                   |
| 247                   | Iker Mintegi (ESP)                | DNF                   |